# Oscar 2.s statsråd (1872–1876)
Oscar 2.s første statsråd var Sveriges Regering fra 1872 til 1876.
Kongen var regeringschef, mens udenrigsstatsministeren og justitsstatsministeren fungerede som vicestatsministre. 

## Justitsstatsministre
- Axel Gustaf Adlercreutz (1870-1874)
- Eduard Carleson (1874-1875)
- Louis De Geer den ældre (1875-1876)

## Udenrigsstatsministre
- Oscar Björnstjerna (1872-1876)

## Andre ministre

### Søforsvarsministre
- Fredrik von Otter (1874–1880).

### Finansministre
- Hans Forssell (1875–1880).

### Ecklesiastikministre
- Gunnar Wennerberg (1870–1875).

## Oscar 2.s senere statsråd
Fra 1874 og frem til Oscar 2.s død i 1907 stod skiftende statsministre i spidsen for regeringen. 
Kongen var fortsat formand for statsrådet, og regeringen traf sine beslutninger i kongens navn. 